# Jethro Tull (ban nhạc)
Jethro Tull là một ban nhạc rock người Anh, thành lập ở Luton, Bedfordshire, tháng 12, năm 1967. Ban nhạc ban đầu chơi blues rock, nhưng sớm kết hợp các yếu tố của nhạc folk và hard rock rồi phát triển thành progressive rock. Ban được dẫn đầu bởi Ian Anderson (hát chính/sáo/guitar), các thành viên quan trọng khác của ban nhạc là Martin Barre (guitar), John Evan (keyboard), Doane Perry và Barriemore Barlow (trống), Dave Pegg (bass).
Ban nhạc nhận được thành công thương mại đầu tiên năm 1969 với album Stand Up, đạt vị trí số 1 trên bảng xếp hạng tại Anh, và bắt đầu lưu diễn thường xuyên ở Anh và Mỹ. Phong cách âm nhạc của họ chuyển qua progressive rock với các album Aqualung, Thick as a Brick và A Passion Play, rồi kếp hợp hard rock và folk rock với Songs from the Wood và Heavy Horses. Jethro Tull đã bán được 60 triệu album toàn cầu, với 11 album được chứng nhận vàng và năm album được chứng nhận bạch kim.
Tuy album cuối cùng của ban nhạc được phát hành vào năm 2003, họ tiếp tục lưu diễn tới tận năm 2011. Tháng 4 năm 2014, vì Anderson muốn tập trung vào sự nghiệp solo của mình, Jethro Tull đã chính thức tan rã.

## Đĩa nhạc
Album phòng thu
- This Was (1968)
- Stand Up (1969)
- Benefit (1970)
- Aqualung (1971)
- Thick as a Brick (1972)
- A Passion Play (1973)
- War Child (1974)
- Minstrel in the Gallery (1975)
- Too Old to Rock 'n' Roll: Too Young to Die! (1976)
- Songs from the Wood (1977)
- Heavy Horses (1978)
- Stormwatch (1979)
- A (1980)
- The Broadsword and the Beast (1982)
- Under Wraps (1984)
- Crest of a Knave (1987)
- Rock Island (1989)
- Catfish Rising (1991)
- Roots to Branches (1995)
- J-Tull Dot Com (1999)
- The Jethro Tull Christmas Album (2003)
- The Zealot Gene (2022)
- RökFlöte (2023)
- Curious Ruminant (2025)